# میدان نفتی رشادت
میدان نفتی رشادت (نام پیشین: میدان نفتی رستم) یکی از میدان‌های نفتی ایران است که در ۱۰۸ کیلومتری جنوب غربی جزیره لاوان و در میان آب‌های خلیج فارس است. بهره‌برداری از این میدان از سال ۱۳۴۷ خورشیدی آغاز شد. این میدان نفتی در گذشته با نام میدان نفتی رستم شناخته می‌شد.
این میدان نفتی ابتدا در سال ۱۹۶۵ میلادی کشف شد و توسط شرکت ایتالیایی ایمینیکو (IMINICO) توسعه پیدا کرد.
میدان شامل ۳۳ حلقه چاه در سه سکو به نامهای R-۳ ،R-۴ و R-۷ می‌باشد. 
در حال حاضر استخراج و تولید نفت از طریق سکوهای جدید طرح توسعه به صورت زودهنگام و از طریق سکوی R-۴ در جریان می‌باشد.
لازم به ذکر است که از سال ۱۳۸۶ قرارداد طرح توسعه این میدان به مدت ۳۳ ماه آغاز که با افزایش فشار تحریم های ظالمانه از اواخر دهه ۸۰ متوقف گردید.
در طرح توسعه میدان افزایش ظرفیت تولید تا ۸۰ هزار بشکه به همراه تزریق آب به میدان و حذف سوزاندن گازهای تولیدی با انتقال به سکوی گازی سلمان در برنامه قرار دارد.

## حملات در زمان جنگ
در تاریخ ۱۳۶۵.۷.۲۴  سکوی رشادت مورد حمله هوایی رژیم عراق قرار گرفت و بر اثر این حمله به سکوی بهره‌برداری صدمات عمده‌ای وارد و تولید میدان‌های رشادت و رسالت که عملیات فرآورش هر دو میدان در این سکو صورت می‌گرفت، متوقف شد.
سکوی بهره‌برداری و تأسیسات دکل حفاری مربوط به آن و خطوط لوله آن به‌شدت آسیب دید و به دریا سقوط کرد. در این حمله دو نفر از کارکنان شهید و یک نفر مفقودالاثر شد.
در این حمله سکوی بهره‌برداری با وسایل مستقر در آن طعمه حریق شد و چون در زمان حمله، عملیات بهره‌برداری در جریان بود، ظروف تحت فشار آن منفجر و به همراه دو عدد پل ارتباطی به‌طور کامل منهدم و غرق و آتش‌سوزی در رشادت پس از ۱۲ ساعت، مهار شد.
در تاریخ ۱۳۶۶.۴.۲۴ دوباره سکوی رشادت ۷ مورد تهاجم  قرار گرفت. پیش‌بینی می‌شد عملیات بازسازی تأسیسات این منطقه در سال ۱۳۶۷ پایان یابد و این میدان به تولید بازگردد؛ 
اما با حمله تفنگداران دریایی آمریکایی به تأسیسات رشادت در تاریخ ۱۳۶۶.۷.۲۷ و از بین رفتن تمامی تجهیزات روی سکوها، فوران چاه‌ها و ناامن شدن منطقه، همه پروژه‌های تعمیراتی متوقف شد.
ایالات متحده آمریکا در تاریخ ۱۳۶۶.۷.۲۷ با ۵ فروند ناوشکن و حدود یک هزار گلوله توپ ۱۲۰ میلی‌متری تأسیسات دریایی، چاه‌های رشادت و سکوهای حفاری و مسکونی رشادت را به آتش کشید و با بستن مواد انفجاری روی پایه‌های سکوی نیروگاه، تمامی سکو و تجهیزات آن را در آب غرق کرد.
طرح بازسازی و نوسازی تأسیسات میدان رشادت در برنامه پنج‌ساله چهارم توسعه منظور شده است.